# Wozu denn über diese Leute einen Film?
Wozu denn über DIESE LEUTE einen FILM? ist ein Dokumentarfilm der Hochschule für Film und Fernsehen der DDR von Thomas Heise aus dem Jahr 1980.

## Handlung
Berndt und Norbert Weber sitzen mit ihrer Mutter am Kaffeetisch in ihrer Wohnung in Berlin-Prenzlauer Berg und sehen sich ein Fotoalbum mit Kinderbildern an. Voller Stolz erzählt die Mutter, die seit 1962 geschieden ist und seitdem mit den Kindern allein lebt, dass sie immer nur das Beste für sie wollte, diese aber nicht darauf reagiert haben. Sie ist der Meinung, dass sie nicht ihre Natur haben, sondern die des Vaters, denn wenn der Vater nichts taugt, taugen die Söhne auch nichts. Im Laufe des Gesprächs streiten sich die beiden Jungen, wann sie das erste Mal mit kriminellen Handlungen in Erscheinung getreten sind. Sie einigen sich darauf, dass es mehrere Kaufhalleneinbrüche im Oktober 1976 waren, aber bei den Details sind sie sich wieder uneins.
Nach ihrem Ausflug auf einem Platz neben dem Wasserturm Prenzlauer Berg, auf dem sie mit Begeisterung von den dortigen Erlebnissen mit Trinkgelagen und Prügeleien erzählen, folgt ihnen die Kamera in ihre Stammkneipe. Hier unterhalten sie sich mit einem Trinkkumpel, welche Schallplatten westlicher Produktion sie besitzen. Wieder zu Hause am Kaffeetisch erzählen sie, dass die Band Kiss zu ihren Lieblingsgruppen gehört und zeigen voller Stolz mehrere Poster. Als Nächstes kommt die Geschichte mit zwei Luftgewehren, die sie sich kurz vor einem Urlaub gekauft haben. Nachdem sie zuerst nur im Keller geschossen haben, dauerte es nicht mehr lange und sie schossen vom Hof auf Tauben und lieferten sich anschließend richtige Kämpfe mit anderen Jugendlichen. In diesem Zusammenhang wurden sie angezeigt und nach einem Gerichtsverfahren zu einer Haftstrafe verurteilt. Das nächste Gerichtsverfahren fand am 5. Februar 1980 vor dem Stadtbezirksgericht Prenzlauer Berg wegen unerlaubter Kraftfahrzeugbenutzung statt, da sie betrunken ein Motorrad gestohlen haben und mit diesem durch Berlin fuhren.
Auf die Frage Thomas Heises, was die Brüder für eine Vorstellung von ihrer Zukunft haben, bekommt er die Antwort: Gar keine, wir müssen sehen, was kommt und lassen uns überraschen. Wir müssen es eben nehmen wie es ist.

## Produktion und Veröffentlichung
Wozu denn über DIESE LEUTE einen FILM? Diese Äußerung eines Dozenten war ausschlaggebend für den Titel und dessen eigenwillige Schreibweise im Vorspann des einzigen von Thomas Heise fertiggestellten Films, an der Hochschule für Film und Fernsehen der DDR. Er war eine Publizistisch-dokumentarische Filmübung des 2. Studienjahres 1980 und wurde sofort für die öffentlichen Vorführungen gesperrt, bis er seine Uraufführung am 20. September 1989 in der Akademie der Künste der DDR erlebte.
Eine Wiederaufführung fand am 1. Juli 2018 in der Reihe: Berlin.Dokument Nr. 79: Berlin – Ost-Berlin: Jugendliche Rowdys und Kleinkriminelle im Berliner Zeughauskino statt.